# Église Saint-Christophe du Vernet
Pour les articles homonymes, voir église Saint-Christophe.
L'église Saint-Christophe du Vernet est une église située à Perpignan, dans le département français des Pyrénées-Orientales. Il ne reste que quelques vestiges de l'ancienne église romane, plusieurs fois remaniée au cours des siècles.

## Histoire
L'église Saint-Christophe du Vernet est mentionnée en 899 sous le nom « Ecclesia Sancti Christofori ». En 1688, elle appelée « hermita de Sant Christofol », ce qui montre sa qualité d'ermitage. Des ermites se succèdent en ce lieu jusqu'à la Révolution française : les divers textes en répertorient une dizaine. Après la révolution, elle est désaffectée. En partie restaurée en 1933, l'église redevient siège d'une paroisse en 1955.